# Ayene
Ayene és un municipi de Guinea Equatorial, de la província de Wele-Nzas a la Regió Continental. El 2005 tenia 12.289 habitants. Limita amb els municipis de Mongomo, Añisok, Evinayong, Akurenam, Mengomeyén, Aconibe i Nsork, així com amb la frontera de Gabon.
El municipi d'Ayene està format per vint-i-vuit poblats.